# Tisserin de Taveta
Ploceus castaneiceps
Espèce
Statut de conservation UICN

 LC  : Préoccupation mineure
Le Tisserin de Taveta (Ploceus castaneiceps), aussi appelé Tisserin doré de Taveta ou Tisserin riverain, est une espèce d'oiseaux de la famille des Ploceidae.

## Répartition et habitat

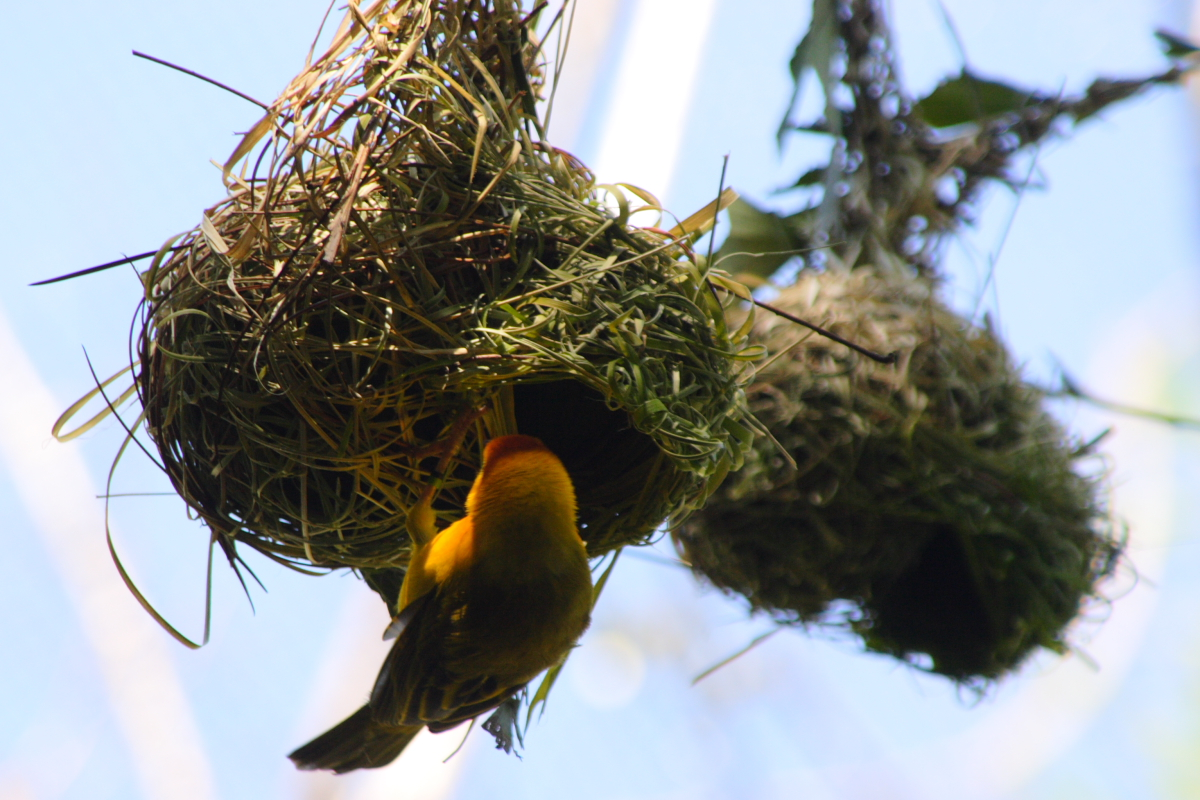
Nids de Tisserins de Taveta.

On le trouve en Afrique de l'Est, en Tanzanie et au Kenya.

## Reproduction
Comme tous les tisserins, il doit son nom à la méthode de construction de ses nids, des boules d'herbe tressée, et suspendues aux branches des arbres.

## Systématique
Le protonyme de cette espèce est Hyphantornis castaneiceps. On ne distingue pas de sous-espèce.